# SN 2006cr
SN 2006cr – supernowa typu II odkryta 29 maja 2006 roku w galaktyce UGC 8205. W momencie odkrycia miała maksymalną jasność 18,10m.